# Confine tra Bosnia ed Erzegovina e Montenegro
Il confine tra la Bosnia ed Erzegovina e il Montenegro è il confine internazionale terrestre che separa questi due paesi per una lunghezza di circa 242 km. Il confine corre in direzione nord-est e sud-est separando i comuni montenegrini di Pljevlja, Plužine, Nikšić, Cattaro e Castelnuovo dalla Repubblica Serba di Bosnia ed Erzegovina.

## Geografia
Il confine parte dalla sua parte estrema settentrionale sulla triplice frontiera con la Serbia, nelle Alpi Dinariche fino al nord della regione del Sangiaccato, dove sono presenti le vette più alte del paese, il Volujak (2336 m) e il Maglić (2 368 m), nel  parco nazionale di Sutjeska. Di lì prosegue in direzione sudest attraverso del fiume Trebišnjica fino alle vette di Orjen e Bijela Gora (Jastrebica, 1 862 m) e di Bjelotina con il Sitnica (950 metri) a circa 8 km dalla triplice frontiera tra Bosnia ed Erzegovina, Montenegro e Croazia (nella Regione raguseo-narentana, dove si trova Ragusa), non lontano dal litorale del mare Adriatico, alle bocche di Cattaro.

## Storia
Il confine segue gli antichi confini amministrativi ottomani e, tranne Cattaro, in seguito all'occupazione della Bosnia ed Erzegovina nel 1878 rappresentava anche il confine sudest dell'Impero austro-ungarico con il Regno del Montenegro. Entrambe le regioni vennero incorporate dopo la prima guerra mondiale al Regno dei Serbi, Croati e Sloveni e dopo la seconda guerra mondiale alla Repubblica Federale di Jugoslavia. Divenne confine internazionale dopo la dissoluzione della Jugoslavia nel 1991, inizialmente come parte del confine tra la Bosnia ed Erzegovina e la Repubblica Federale di Jugoslavia (divenuta in seguito Serbia e Montenegro) e dal 2006 tra la Bosnia ed Erzegovina e il Montenegro.

## Valichi di frontiera

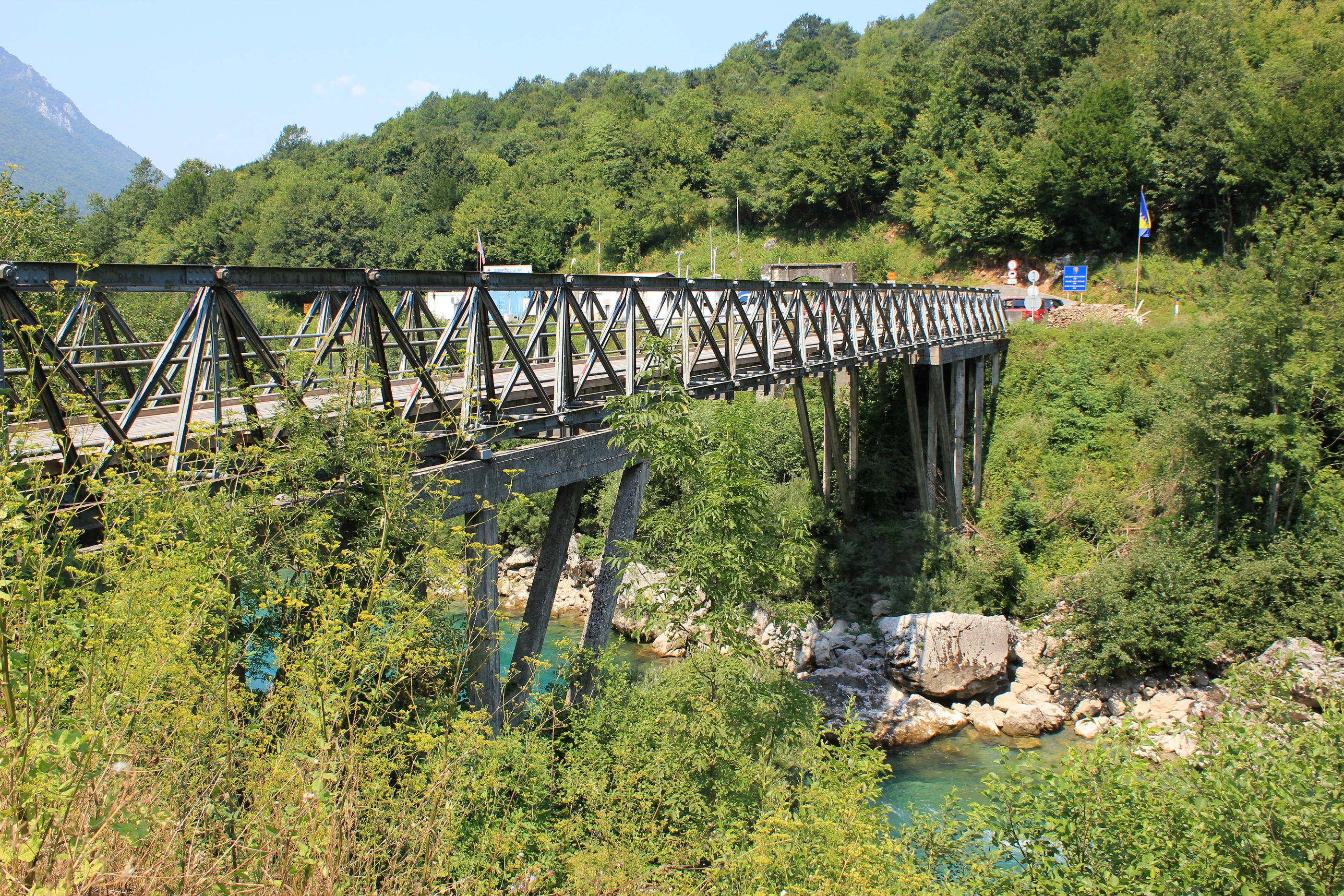
Ponte sul Tara verso Šćepan Polje.

I principali valichi di frontiera tra i due paesi sono i seguenti:
- Zupci-Sitnica sulla strada Trebigne-Castelnuovo
- Klobuk-Ilino Brdo sulla strada Trebigne-Nikšić
- Deleuša-Vraćenoviće sulla strada Bileća-Nikšić
- Hum-Šćepan Polje sulla strada Foča-Nikšić
- Metaljka sulla strada Goražde-Pljevlja